# Frock Destroyers
The Frock Destroyers — англійський поп гурт, створений у 2019 році.
У 2019 році вони потрапили до топ-40 Великобританії з піснею «Break Up Bye Bye», яка посіла 35 місце в британському чарті синглів UK Singles Chart.
Відбулась кампанія, щоб гурт Frock Destroyers представляв Велику Британію на пісенному конкурсі Євробачення 2020.
Назва гурту є каламбуром на основі назви порно-дуету Cock Destroyers (Sophie Anderson, Rebecca More).

## Історія
Спочатку гурт був зібраний під час участі в першому сезоні британського змагального реаліті-телесеріалу RuPaul's Drag Race UK, де в рамках основного завдання вони придумали власний варіант тексту для пісні «Break Up (Bye Bye)». Пісня посіла 1 місце в iTunes UK, 35 місце в UK Singles Chart і 44 місце в чарті Billboard Hot Dance/Electronic Songs у США.
25 листопада 2020 року гурт випустив сингл «Her Majesty».
Згодом вийшов другий сингл гурту, «Big Ben», разом з ліричним відео. 
11 грудня 2020 року гурт The Frock Destroyers випустив дебютний студійний альбом  Frock4Life.
WOW Presents Plus анонсувала документальний серіал із чотирьох частин під назвою «Frock Destroyers: Frockumentary», у якому розповідається про виступ тріо під час пандемії COVID-19 та їхній дебютний альбом: Frock4Life. Прем'єра документального серіалу відбулася 15 березня 2022 року.

## Склад гурту
- Бага Чіпз (Baga Chipz)
- Блу Гідрангія (Blu Hydrangea)
- Дівіна де Кампо (Divina de Campo)

## Дискографія

### Студійний альбом
| Назва      | Подробиці                                                                                     | Ref.   |
| ---------- | --------------------------------------------------------------------------------------------- | ------ |
| Frock4Life | - Випущено: 11 грудня 2020 р - Лейбл: World of Wonder Records - Формати: цифрове завантаження | [ 10 ] |

### Сингли
| Назва                                                                                             | Рік  | Пікові позиції в чартах | Пікові позиції в чартах | Альбом     |
| Назва                                                                                             | Рік  | UK                      | US Elec.                | Альбом     |
| ------------------------------------------------------------------------------------------------- | ---- | ----------------------- | ----------------------- | ---------- |
| "Break Up (Bye Bye)"                                                                              | 2019 | 35                      | 45                      | Frock4Life |
| "Her Majesty"                                                                                     | 2020 | —                       | —                       | Frock4Life |
| "Big Ben"                                                                                         | 2020 | —                       | —                       | Frock4Life |
| "UK Hun?" (featuring Lawrence Chaney)                                                             | 2021 | —                       | —                       | Н/Д        |
| "Naughty List"                                                                                    | 2022 | —                       | —                       | Н/Д        |
| «—» позначає запис, який не потрапив у чарт, не був прийнятний для чарту або не був оприлюднений. |      |                         |                         |            |